# Paweł Pogorzelski
Paweł Pogorzelski, född 1979, är en polsk filmfotograf.

## Filmografi (i urval)
- 2018 – Hereditary
- 2019 – Midsommar
- 2018 – Beau Is Afraid
- 2022 – Fresh
- 2023 – Blue Beetle
- 2025 – The Woman in the Yard
- 2025 – Holland